# Eurycentrus
Eurycentrus is een geslacht van vliesvleugeligen uit de familie bronswespen (Chalcididae). De wetenschappelijke naam van dit geslacht is voor het eerst geldig gepubliceerd in 1907 door Cameron.

## Soorten
Het geslacht Eurycentrus omvat de volgende soorten:
- Eurycentrus erythrogaster Cameron, 1907
- Eurycentrus wanei Risbec, 1957